# Tiruvallur (Taluk)
Der Taluk Tiruvallur (Tamil: திருவள்ளூர் வட்டம்) ist ein Taluk (Subdistrikt) des Distrikts Tiruvallur im indischen Bundesstaat Tamil Nadu. Hauptort ist die namensgebende Stadt Tiruvallur.

## Geografie
Der Taluk Tiruvallur liegt im Zentrum des Distrikts Tiruvallur im Norden Tamil Nadus. Er grenzt an die Taluks Uthukkottai im Norden, Ponneri im Nordosten, Ambattur und Poonamallee im Osten, den Distrikt Kanchipuram im Süden, den Taluk Tiruttani im Westen sowie den Nachbarbundesstaat Andhra Pradesh im Nordwesten.
Der Taluk Tiruvallur ist deckungsgleich mit den Blocks Tiruvallur, Poondi und Kadambathur. Seine Fläche beträgt 794 Quadratkilometer.

## Bevölkerung
Nach der Volkszählung 2011 hat der Taluk Tiruvallur 403.294 Einwohner. Davon werden 71,0 Prozent als ländliche und 29,0 Prozent als städtische Bevölkerung klassifiziert. Die Bevölkerungsdichte liegt bei 508 Einwohnern pro Quadratkilometer.

## Städte und Dörfer
Zum Taluk Tiruvallur gehören die folgenden Orte:
Städte:
- Tiruvallur

Dörfer:
| - Abrahampuram - Agaram - Agaram - Allikuzhi - Ammanambakkam - Aranvoyal - Arikkambattu - Arumbakkam - Attupakkam - Ayalacheri - Ayalur - Ayathur - Azhinjivakkam - Chithambakkam - Chitrambakkam - Chittathur - Egattur - Eraiyur - Erayamangalam - Gengulukandigai - Gerugampoondi - Govindamedu - Greenvelnatham - Guruvoyal - Hudson Nagaram - Hudsonpuram - Ikkadu - Illuppur - Irulancherry - Kadambathur - Kakkalur - Kalianur - Kaliyanakuppam - Kallambedu - Kanagavallipuram | - Kannampettai - Kannur - Karanai - Karani - Karanisampattu - Karattanur - Karikkalvakkam - Kavankolathur - Keelacherry - Keelanur - Keelvilagam - Kilambakkam - Koduveli - Kondanjerry - Koovam - Koppur - Kottaiyur - Krishnapuram - Kumaracherry - Kunnavalam - Madathukuppam - Magaral - Manambedu - Mappedu - Melakondaiyur - Melanur - Melnallathur - Melvilagam - Monnavedu - Moovur - Nallankavanur - Narasingaparam - Nayapakkam - Neiveli - Nemiliagaram | - Nungambakkam - Othikkadu - Pakkam - Panambakkam - Pandur - Papparambakkam - Pattaraiperumbudur - Perambakkam - Perathur - Perumalpattu - Pillaiyarkuppam - Pinjivakkam - Placepalayam - Polivakkam - Poondi - Praiyankuppam - Pudukuppam - Pudumavelangai - Pudupattu - Puliyur - Pullarambakkam - Pullarambakkam - Punnapakkam - Punnapattu - Putlur - Ramanjeri - Ramankoil - Ramathandalam - Rangapuram - Satharai - Seeyanjeri - Selai - Sembedu - Sendrayanpalayam - Senji | - Sennavaram - Sethupakkam - Sevvapettai - Singilikuppam - Sirukadal - Sirukalathur - Sivanvoyal - Thamaaraipakkam - Thandalam - Thaneerkulam - Thenkaranai - Thirukkananjeri - Thirupachur - Thirupandiyur - Thiruppair - Thodukadu - Thomur - Thottikalai - Thozhur - Tirur - Ulundai - Uthirambakkam - Valasaivettikadu - Vathattur - Vedaiyur - Velliyur - Vengal - Vengathur - Veppambaattu - Veppampattu - Vilapakkam - Vishnuvakkam - Voyalur |